# Laporte (Minnesota)
Laporte es una ciudad ubicada en el condado de Hubbard en el estado estadounidense de Minnesota. En el Censo de 2010 tenía una población de 111 habitantes y una densidad poblacional de 60,88 personas por km².

## Geografía
Laporte se encuentra ubicada en las coordenadas 47°12′53″N 94°45′27″O / 47.21472, -94.75750. Según la Oficina del Censo de los Estados Unidos, Laporte tiene una superficie total de 1.82 km², de la cual 1.82 km² corresponden a tierra firme y (0%) 0 km² es agua.

## Demografía
Según el censo de 2010, había 111 personas residiendo en Laporte. La densidad de población era de 60,88 hab./km². De los 111 habitantes, Laporte estaba compuesto por el 87.39% blancos, el 0.9% eran afroamericanos, el 4.5% eran amerindios, el 0% eran asiáticos, el 0% eran isleños del Pacífico, el 0% eran de otras razas y el 7.21% pertenecían a dos o más razas. Del total de la población el 0.9% eran hispanos o latinos de cualquier raza.